# Коллонж-е-Прем'єр
Коллонж-е-Прем'єр (фр. Collonges-et-Premières) — муніципалітет у Франції, у регіоні Бургундія-Франш-Конте, департамент Кот-д'Ор. Коллонж-е-Прем'єр утворено 28-2-2019 шляхом злиття муніципалітетів Коллонж-ле-Прем'єр i Прем'єр. Адміністративним центром муніципалітету є Коллонж-ле-Прем'єр. Населення — 1062 особи (01.01.2021).